# چنار سفلی (چگنی)
چنار باباجان، روستایی از توابع بخش چگنی شهرستان چگنی در استان لرستان ایران است.

## جمعیت
این روستا در دهستان تشکن قرار دارد و براساس سرشماری مرکز آمار ایران در سال ۱۳۸۵، جمعیت آن ۲۹ نفر (۶خانوار) بوده‌است.